# Barbara Cartland
Madam Mary Barbara Hamilton Cartland (n. 9 iulie 1901, Birmingham⁠(d), Anglia, Regatul Unit al Marii Britanii și Irlandei – d. 21 mai 2000, Hatfield, Hertfordshire, Anglia, Regatul Unit) a fost o scriitoare engleză, cunoscută pentru numeroasele ei romane de dragoste. Ea a devenit și una dintre cele mai cunoscute personalități din mass-media Regatului Unit, având numeroase apariții la evenimente publice și la televiziune îmbrăcată în roz și ținând discursuri despre dragoste, sănătate și probleme sociale. În afară de cărțile ei de dragoste, a mai scris și cărți de sănătate și de gătit, piese de teatru și a înregistrat un album cu cântece de dragoste. A primit titlul de „Regina aventurilor romantice”.
A fost decorată cu Ordinul Imperiului Britanic și Venerabilul Ordin al lui St John.
Este unul dintre cei mai vânduți autori, precum și unul dintre cei mai prolifici și mai de succes din punct de vedere comercial la nivel mondial din secolul XX. Cele 723 de romane au fost traduse în 38 de limbi și continuă să fie menționată în Guinness World Records pentru cele mai multe romane publicate de un autor într-un singur an - în 1976.